# Marija dobi oznanjenje (Antonello da Messina, Palermo)
Marija dobi oznanjenje (ali Virgin Annunciate ) je slika italijanskega renesančnega mojstra Antonella da Messine, ki jo hranijo v Palazzo Abatellis v Galleria Regionale della Sicilia v Palermu, dežela Sicilija, Italija. Verjetno naslikana na Siciliji leta 1476, prikazuje Marijo, ki jo je pri branju prekinil angel z oznanjenjem. Naslikana je v olju na tabli, tehniki, ki jo je v Italiji predstavil njen umetnik , in se jo je naučil od severnoevropskih umetnikov, kot je Petrus Christus  - s tem je opustil tehniko tempero, zato je lahko izdelal natančno delo, značilna zanj.
»Sliko je leta 1906 Cavaliere Di Giovanni zapustil Museo Nazionale (kasneje Palazzo Abatellis), ki jo je kupil od družine Colluzio v Palermu ...«

## Opis
Kot je značilno za posamezne portrete tega umetnika, je Marija prikazana tričetrtinsko. Leto prej je modri plašč v obliki dveh trikotnikov uporabil v drugem delu na isto temo, ki je zdaj v münchenski Alte Pinakothek. Marija je prikazana tako, da gleda iz slike, ne na gledalca, ampak na nevidnega nadangela Gabriela iz okvirja na levi in je tako slikarju omogočila, da ni naslikal Gabriela.
Nenavadno preprosta upodobitev Marije se opusti z bujnimi brokatnimi gubami v poznejših Antonelovih delih in z zlatim ozadjem, ki so ga uporabljali zgodnejši umetniki, kar prikazuje preprosto kot mlado Židinjo, presenečeno ob nadangelovih besedah. S svojimi težkimi gubami njeno preprosto volneno oblačilo predvideva na visoko renesanso, medtem ko se zdi, da diagonalno postavljena omara izstopi iz ravnine slike in se odpre gledalcu.
Simetrična strogost slike temelji na Pieru della Francesci , katerega dela je Antonello videl v Urbinu v 1460-ih letih. Opazna je tudi zadržana paleta in preprosto ozadje, ki gledalčevo pozornost osredotoča na Marijina čustva.